# Israel Abrahams
Israel Abrahams (geb. 26. November 1858 in London; gest. 6. Oktober 1925 in Cambridge) war ein britischer Judaist. Zu seinem bekanntesten Werk zählt Jewish Life in the Middle Ages („Jüdisches Leben im Mittelalter“) von 1896.

## Leben und Werk
Abrahams unterrichtete für mehrere Jahre am Jews’ College in London. 1902 erhielt er eine Stelle als Dozent für rabbinische und talmudische Literatur an der University of Cambridge, die er bis zu seinem Tode beibehielt. Von 1888 bis 1908 gab er zusammen mit Claude G. Montefiore die Zeitschrift für Jüdische Studien The Jewish Quarterly Review heraus. Obwohl er streng orthodox erzogen wurde, gehörte Abrahams zu den Mitbegründern des Liberalen Judentums in Großbritannien.
In seinem Werk Jewish Life in the Middle Ages kommt Abrahams zu dem Schluss, dass es in der jüdischen Geschichte kein Mittelalter gab, das christliche Mittelalter aber einen nachhaltigen Einfluss auf die Juden ausübte, indem es zu ihrer gesellschaftlichen Isolation beitrug. Das Buch deckt sämtliche Bereiche des jüdischen Lebens in dieser Epoche ab, darunter auch die Funktion der Synagogen, soziale Bräuche, die Organisation der Gemeinde, das Berufsleben, sowie die jüdisch-christlichen Beziehungen. Studies in Pharisaism and the Gospels (2 Bände, 1917–1924) umfasst eine Reihe von Abhandlungen über das Judentum im Neuen Testament. Seine Arbeit über jüdische Literatur Chapters on Jewish Literature (1899) reicht von der Eroberung Jerusalems 70 n. Chr. bis zum Tod des jüdischen Philosophen  Moses Mendelssohn im Jahr 1786.

## Publikationen (Auswahl)
- Jewish Life in the Middle Ages. London, 1896. Digitalisat (1919)
- Chapters on Jewish Literature. 1899 Digitalisat
- The Book of Delight and other Papers. Philadelphia, 1912. Digitalisat
- Studies in Pharisaism and the Gospels. 2 Bände, 1917–1924 Digitalisat: I, II